# Znovu u Spejbla a Hurvínka
Znovu u Spejbla a Hurvínka je československý loutkový televizní seriál z roku 1974 vysílaný v rámci Večerníčku. Jednalo se o volné pokračování série Na návštěvě u Spejbla a Hurvínka a bylo vyrobeno již v barvě. Celkem bylo natočeno 13 dílů v délce 9 až 10 minut.

## Další tvůrci
- Loutky vodili: Bohuslav Šulc, Miroslav Vomela, Radek Haken, Miroslav Homola, René Hájek, Miroslav Černý
- Dramaturg: Štěpánka Haničincová
- Výtvarník: Zdeněk Juřena

## Seznam dílů
1. Spejbl se bouří
2. Ranní rozcvička
3. Hurvínkovo strašidlo
4. Hurvínek domácí kutil
5. Nečekaná výhra
6. Sněhulák jako živý
7. Spejbl lovcem
8. Závod do vrchu
9. Spejbl na houbách
10. Spejbl kope studnu
11. Syslus modrobulvus
12. Zázračné zachránění
13. Hurvínek hlavou rodiny